# France Télévisions
France Télévisions, Franciaország közszolgálati televíziótársasága, amely 100%-ban a Francia Állam finanszírozásával működik.

## Története
A társaság elődje az 1964-1974 között létező Office de Radiodiffusion Télévision Française (rövidítése: ORTF, magyarul: Francia Rádió és Televíziós Iroda) nevű szervezet volt. Annak értelmében hogy versenyhelyzet jöjjön létre a televíziós piacon, 1975-ben feloszlatták a társaságot és a három televíziós csatorna a TF1, Antenne 2 és FR3 továbbra is a francia állam tulajdonában maradt, de egymástól függetlenül működött. Alapvető változást hozott a TF1 1987-es privatizálása – aminek következtében kereskedelmi televízió lett – és az új kereskedelmi televíziók elindulása, mint a Canal+ és a Mediasethez tartozó La Cinq.
A kereskedelmi televíziók térhódítása drasztikusan érintett a két közszolgálati televíziós csatornát: Az Antenne 2 és az FR3 piaci részesedésének 30%-át vesztette el 1987 és 1989 között.  1992-ben a két csatornát közös irányítású szervezetbe tömörítették, amivel létrejött a France Télévisions és a két csatorna neve France 2 és France 3 lettek.

## Csatornák
| Logó | Csatorna neve | Indulásának dátuma  | Tulajdonosok                                                      |
| ---- | --- | ------------------- | ----------------------------------------------------------------- |
|      | France 2 (HD) Az 1975-1992 közötti Antenne 2 csatorna utódja, amely a nemzeti főadóként működik a TF1 1987-es privatizációja óta. | 1992. szeptember 7. | 100% France Télévisions                                           |
|      | France 3 (HD) Az egykori 1975-1992 közötti France Régions 3 csatorna utódja, amely regionális adásokat készít.                    | 1992. szeptember 7. | 100% France Télévisions                                           |
|      | France 4 (HD) Az 1996-2005 közötti Festival csatorna utódja, amely szórakoztató műsorokat sugároz.                                | 2005. március 31.   | 100% France Télévisions                                           |
|      | France 5 (HD) Az 1994-2002 közötti La Cinquième csatorna utódja, amely ismeretterjesztő és oktató műsorokat sugároz.              | 2002. január 7.     | 100% France Télévisions                                           |
|      | Culturebox (HD) A 2013 óta létező online platform és CoD szolgáltatás 2021-től kulturális műsorokat is sugároz.                   | 2021. február 1.    | 100% France Télévisions                                           |
|      | France Info (HD) Közszolgálati hírcsatorna.                                                                                       | 2016. szeptember 1. | France Télévisions Radio France France Médias Monde INA           |
|      | Arte (HD) Francia-német európai kulturális csatorna.                                                                              | 1986. február 27.   | 45% France Télévisions 25% Francia Állam 15% Radio France 15% INA |
|      | Euronews Pán-európai hírcsatorna.                                                                                                 | 1993. január 1.     | 88% Alpac Capital 10,73% France Télévisions + 23 más tulajdonos   |
|      | Africanews Pán-afrikai hírcsatorna.                                                                                               | 2016. január 4.     | 88% Alpac Capital 10,73% France Télévisions + 23 más tulajdonos   |
|      | Planète+ CI (HD) A 2007-2013 között sugárzó Planète+ Justice csatorna utódja, amely bűnügyi műsorokkal foglalkozik.               | 2007. október 27.   | 66% Groupe Canal+ 34% France Télévisions                          |

| Logó | Csatorna neve                                               | Indulásának dátuma | Tulajdonosok                                                           |
| ---- | ----------------------------------------------------------- | ------------------ | ---------------------------------------------------------------------- |
|      | TV5 Monde (HD) Nemzetközi frankofón közszolgálati csatorna. | 1984. január 2.    | 49% France Télévisions 12,64% France Médias Monde + 6 másik tulajdonos |

| Logó | Csatorna neve | Indulásának dátuma | Megszűnés dátuma                                            |
| ---- | --- | ------------------ | ----------------------------------------------------------- |
|      | France Ô (HD) Az 1998-2005 közötti RFO Sat csatorna utódja, amely Franciaország tengerentúli megyéiben élő nézőinek készít műsorokat. 2020. augusztus 24-én megszűnt a rossz nézettség miatt. Majd szeptember 2-án az egész csatornát állították le. | 2005. február 25.  | 2020. augusztus 24. (műsorai) 2020. szeptember 2. (szignál) |